# Кабот (Вермонт)
Кабот (енгл. Cabot) град је у америчкој савезној држави Вермонт.

## Демографија
По попису из 2010. године број становника је 233, што је 6 (-2,5%) становника мање него 2000. године.
| Група             | 2000.       | 2010.       |
| Белци             | 221 (92,5%) | 223 (95,7%) |
| Афроамериканци    | 1 (0,4%)    | 0 (0,0%)    |
| Азијати           | 0 (0,0%)    | 1 (0,4%)    |
| Хиспаноамериканци | 1 (0,4%)    | 1 (0,4%)    |
| Укупно            | 239         | 233         |